# Carfil
Carfil Brașov este o companie producătoare de armament din România.
Compania a fost înființată la data de 20 iulie 1922, sub denumirea de „Fabrica de mașini și turnătorie Dumitru Voina”.
De-a lungul timpului a avut activități de turnătorie, presare la cald, fierărie și cartonaje, reparații de material rulant, reparare și fabricare de utilaje și unelte agricole, producție de mobilă de bucătărie și fitinguri, contoare de gaz, motoare de bicicletă, carburatoare, filtre, pompe, prese, standuri, mașini unelte speciale.
În anul 2001, a fost reorganizată ca societate comercială controlată de Romarm.
În anul 2005, a început producția de armament și muniție compatibilă NATO, iar din 2006 la Carfil se dezvoltă activitatea de prestări servicii de service și mentenanță pentru armament în zonele de menținere a păcii.
Număr de angajați în 2008: 133
Cifra de afaceri în 2008: 10,4 milioane lei